# Shola Ogundana
Elijah Oluwashola Ogundana (Ifaki, Nigeria, 22 de febrero de 2005), a veces conocido simplemente como Shola, es un futbolista nigeriano que juega como extremo y su equipo actual es el Flamengo de la Serie A de Brasil.

## Carrera
Shola jugó en la Academia de Fútbol Beyond Limits y en las divisiones juveniles de Remo Stars FC. Fue descubierto por Flamengo durante el Torneo de Viareggio de 2022, mientras jugaba para la Academia de Fútbol Alex Transfiguration. Shola aceptó unirse al club brasileño en abril de 2023, tras cumplir los 18 años, pero su contrato de cesión solo se registró en julio.
Shola ayudó al equipo sub-20 de Flamengo a ganar la Copa Libertadores Sub-20 de 2024 (donde anotó el gol de apertura en la final en la victoria 2-1 ante Boca Juniors de Argentina) y la Copa Intercontinental Sub-20 2024. El 17 de julio de 2024, Flamengo compró el 70% de sus derechos económicos por R$ 2.4 millones.
Shola debutó en el primer equipo y en la Série A el 14 de noviembre de 2024, ingresando como sustituto de Carlos Alcaraz en un empate 0-0 contra Atlético Mineiro. Con esto, se convirtió en el primer nigeriano en jugar para el club y el tercer africano en la historia de Flamengo.
En 2025 fue elegido como el mejor jugador de la Copa Libertadores Sub-20 de 2025 en la que el Flamengo revalidó el título.

## Palmarés

### Campeonatos nacionales
| Título         | Equipo         | País   | Año  |
| -------------- | -------------- | ------ | ---- |
| Copa do Brasil | C. R. Flamengo | Brasil | 2024 |

### Campeonatos internacionales
| Título                       | Equipo                | Sede           | Año  |
| ---------------------------- | --------------------- | -------------- | ---- |
| Copa Libertadores Sub-20     | C. R. Flamengo Sub-20 | Maldonado      | 2024 |
| Copa Intercontinental Sub-20 | C. R. Flamengo Sub-20 | Río de Janeiro | 2024 |
| Copa Libertadores Sub-20     | C. R. Flamengo Sub-20 | Asunción       | 2025 |